# Megacyllene proxima
Megacyllene proxima es una especie de escarabajo longicornio del género Megacyllene, tribu Clytini, subfamilia Cerambycinae. Fue descrita científicamente por Castelnau y Gory en 1841.

## Descripción
Mide 11-19 milímetros de longitud.

## Distribución
Se distribuye por Argentina, Bolivia, Brasil, Ecuador, Paraguay, Uruguay y Venezuela.